# Juraj Nvota
Pour les articles homonymes, voir Nvota.
Juraj Nvota, né le 1er mars 1954 à Bratislava (Tchécoslovaquie), est un réalisateur et acteur slovaque.

## Biographie

### Vie privée
Juraj Nvota est marié avec l'actrice Anna Šišková (en) avec qui il a eu deux filles, la chanteuse et actrice Dorota Nvotová et la réalisatrice et actrice Tereza Nvotová.

## Filmographie

### Comme réalisateur
- 1990 : Zenské oddelenie (TV)
- 1996 : Prásky na spanie (TV)
- 1996 : Cierna ovca (TV)
- 1998 : Priatelstvá padajúceho lístia (TV)
- 1999 : Maliar z Montany (aussi scénariste)
- 2002 : Kruté radosti
- 2004 : Clovecina (TV)
- 2008 : Muzika
- 2012 : The Confidant
- 2014 : Jak jsme hráli cáru
- 2015 : Johancino tajemství (TV)

### Comme acteur
- 1977 : Rêves en rose (Ruzové sny) : Jakub
- 1980 : Blues pro EFB : David
- 1982 : Cukor (téléfilm) : Danko, mladý zandár
- 1986 : Quiet Happiness (Tichá radost) : Vlado
- 1989 : Ja milujem, ty milujes : Jaro
- 1993 : Vsetko co mam rad : Tomás
- 1997 : Modré z nebe : Clerk
- 2009 : Soul at Peace (Pokoj v dusi) : Mayor
- 2010 : Identity Card (Obcanský prukaz) : le beau-père d'Ales
- 2013 : Honeymoon (Líbánky) de Jan Hřebejk : Farár
- 2013 : Clownwise : Karel
- 2016 : Moi, Olga Hepnarová (Já, Olga Hepnarová) de Petr Kazda et Tomás Weinreb : l'avocat